# William Whitelaw
William Stephen Ian Whitelaw, I vizconde Whitelaw, fue un político conservador británico, que desempeñó como lord presidente del Consejo y líder de la Cámara de los Lores en dos períodos, ministro del Interior de Margaret Thatcher, y secretario de Estado para Irlanda del Norte.
Después de que el Partido Conservador obtuvo una victoria inesperada en las elecciones generales de 1970, Whitelaw fue nombrado líder de la Cámara de los Comunes y presidente del Consejo por el primer ministro Edward Heath. Después de que la suspensión del Parlamento de Irlanda del Norte resultó en la imposición de un gobierno directo, Whitelaw se desempeñó como Secretario de Estado para Irlanda del Norte de 1972 a 1973. También se desempeñó bajo Heath como Secretario de Estado para el Empleo de 1973 a 1974 y como Presidente del Partido Conservador de 1974 a 1975.
Whitelaw sirvió a la primera ministra Margaret Thatcher a lo largo de su liderazgo del Partido Conservador como líder adjunto del partido. Se desempeñó como vice primer ministro de facto entre 1979 y 1988 y como ministro del Interior de 1979 a 1983. Renunció como miembro del Parlamento en las elecciones generales de 1983 y fue nombrado miembro de la Cámara de los Lores. Se desempeñó como Líder de la Cámara de los Lores y Lord Presidente del Consejo de 1983 a 1988. Fue capitán del Royal and Ancient Golf Club de Saint Andrews.

## Trayectoria

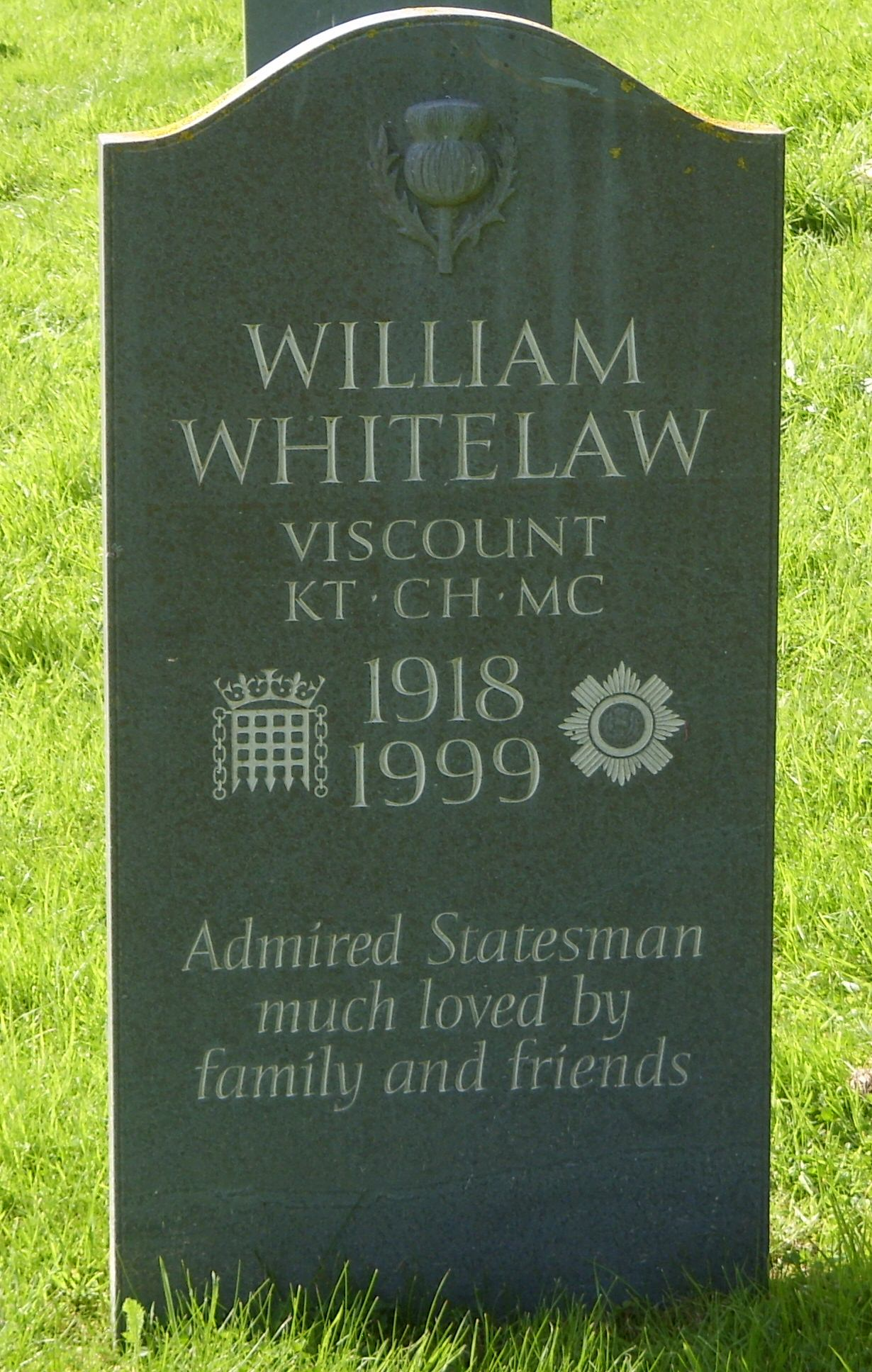
Tumba de William Whitelaw

Nació el 28 de junio de 1918. Durante la Segunda Guerra Mundial, sirvió en los Scots Guards. Fue condecorado con la Cruz Militar.
Después de las elecciones generales de 1970, Whitelaw se convirtió en lord presidente del Consejo y líder de la Cámara de los Lores. En 1972, pasó a desempeñarse como secretario de Estado por Irlanda del Norte. En 1973 y 1974, fue secretario de Estado para el Empleo.
Tras vencer en las elecciones generales de 1979, Margaret Thatcher lo nombró ministro del Interior. Durante la guerra de las Malvinas, integró el gabinete de guerra. Entre 1983 y 1988, fue nuevamente lord presidente del Consejo y líder de la Cámara de los Lores.
Murió el 1 de junio de 1999 a los 81 años de edad.